# Milford (Massachusetts)
Milford – miasto w Stanach Zjednoczonych, w stanie Massachusetts, w hrabstwie Worcester.